# Três Histórias, Um Destino
Três Histórias, Um Destino é um best-seller escrito por R. R. Soares, lançado em 2004 pela Graça Editorial. Primeira obra de ficção escrita pelo líder da Igreja Internacional da Graça de Deus, o livro foi adaptado para os cinemas em 2012.

## Composição do livro
Foi durante uma viagem de Lisboa (Portugal), para o Rio de Janeiro que nasceu a inspiração para escrever Três Histórias, Um Destino. Intercalando caderno e computador, o livro ia nascendo. "Parece que Deus passou um filme na minha cabeça, então peguei o computador e fui escrevendo. Quando a bateria acabou, fui para a caneta e o papel e redigi as partes principais", disse em entrevista.

### Primeira Versão
Na primeira edição do livro
, os personagens e a história eram diferentes da atual. Com personagens brasileiros, - Frank, um pastor ; Juvenal, um jovem marginalizado; e Marcos, um cristão que se afasta de Deus - a principal diferença se encontra na pessoa de Marcos; que no roteiro original se encontrava como um membro de uma Igreja que, dominado por vícios, chegava ao "fundo do poço".
Na adaptação da obra para o cinema (que foi toda produzida nos Estados Unidos), o livro foi reeditado e o foco deste personagem se modificou em relação aos demais. Marcos saiu do contexto e entrou a personagem Elizabeth, uma jovem criada por uma mãe superprotetora que ao encontrar um grande amor, se afasta dos caminhos de Deus.

### Versão Atual
Na atual edição, o único nome que se manteve foi o de Frank, que interpreta um pastor que, movido pela ambição, se afasta do foco principal de sua função, que é a pregação do evangelho. Juvenal, o menino oriundo de um lar desestruturado que se envolve com o mundo do crime tornou-se Jeremias. A personagem Elizabeth, na atual versão, toma o lugar que era de Marcos.

## Tema Abordado
O foco do livro é levar a mensagem de que a solução para todos os problemas está em Deus "[...] A ideia é fazer as pessoas entenderem que não vale a pena abandonar Jesus como o rapaz abandonou a esposa; ou agir como o pastor que pensava estar agradando a Deus, quando, na verdade, estava tomado pelo espírito de cobiça; ou proceder como aquele rapaz que foi criado na igreja, mas acabou no crime", segundo R.R. Soares.

## Cinema
Rodado na Carolina do Norte (EUA) pela Graça Filmes e Uptone Pictures, a obra foi adaptada por Robert C. Treveiler, diretor do longa. Em 02 de Novembro de 2012, o filme foi lançado em 52 salas de cinema por todo o Brasil. Sucesso de público, foi assistido por mais de 280 mil pessoas nas oito semanas em que esteve em cartaz.